# Anamixis falarikia
Anamixis falarikia är en kräftdjursart som beskrevs av J. L. Barnard 1965. Anamixis falarikia ingår i släktet Anamixis och familjen Leucothoidae. Inga underarter finns listade i Catalogue of Life.